# 梁嘉銘 (區議員)
梁嘉銘，MH（1979年5月19日—），民建聯成員，現任香港葵青區議會委任議員，曾任該區盛康選區議員。在2007年香港區議會選舉梁嘉銘於興芳選區開始參選，挑戰時任區議員吳劍昇，其後於2011年香港區議會選舉及2015年香港區議會選舉挑戰吳劍昇均失敗，在2019年香港區議會選舉，梁嘉銘的父親梁偉文原為盛康選區的區議員，於此崗位連續服務該區20年，打算退休及交捧給女兒，於是梁嘉銘轉區參選，最終成功當選成為區議員。2021年10月起，出任「新界分區委員會、地區撲滅罪行委員會及地區防火委員會委員的代表」界別選舉委員會成員。

## 相關事件

### 葵青區議會首次會議唱《願榮光》，建制派離場抗議
第六屆葵青區議會由民主黨的單仲偕及張文龍分別擔任正副主席，單仲偕接手主持會議後，蔡雅文動議作口頭聲明，以歌唱形式表達港人過去七個月在反修例風波的遭遇，獲接納及通過。民主派議員即席站立唱出《願榮光歸香港》，五名建制派議員包括陳志榮、盧婉婷、徐曉杰、梁嘉銘及郭芙蓉離席抗議。